# José Antonio González
José Antonio González Linares (San Felices de Buelna, 25 februari 1946) is een voormalig Spaans wielrenner.

## Biografie
González Linares was professioneel wielrenner van 1969 tot 1980. Hij was een begenadigd tijdrijder. In 1970 won hij een tijdrit in de Ronde van Frankrijk door de winnaar van die ronde, de Belg Eddy Merckx achter zich te houden, een prestatie die weinig andere renners konden evenaren. In hetzelfde jaar werd hij Nationaal kampioen op de weg individueel.
Hij won viermaal het eindklassement in de Ronde van Baskenland (1972, 1975, 1977 en 1978), een record dat nog steeds overeind staat. Verder won hij in 1972 de Ronde van Cantabrië en in 1973 de Ronde van Levante.
In 1968 nam hij voor Spanje deel aan de Olympische Spelen in Mexico-Stad.
De uit de autonome provincie Cantabrië afkomstige González Linares ging na zijn loopbaan als wielrenner in de politiek. Namens de "Partido Regionalista de Cantabria" deed mee aan de verkiezingen in 1999. In 2003 en 2007 was deze partij bijzonder succesvol in zijn woonplaats en behaalde, voornamelijk dankzij hem, beide malen een grote overwinning (78 resp. 82% van de stemmen). Naast zijn politieke bezigheden was hij ook actief als adviseur van een lokale wielerploeg.

## Overwinningen en ereplaatsen
1967
- 1e in het eindklassement Wielerronde van Navarra

1968
- 1e in GP van België

1969
- 2e in het eindklassement Catalaanse Week
- 12e in het eindklassement Ronde van Spanje

1970
- 1e in GP Ciudad de Vitória
- 1e in GP Nuestra Senora de Oro (ESP)
- 1e bij het Nationaal Kampioenschap op de weg, elite
- 3e in het eindklassement Ronde van Aragón
- 2e in het eindklassement Ronde van Andalusie (Ruta del Sol)
- 1e in de 7e etappe Ronde van Frankrijk

1971
- 1e in de 4e etappe Ronde van Mallorca
- 2e in het eindklassement Ronde van Mallorca
- 1e in de 11e etappe deel B Ronde van Spanje
- 1e in de proloog Ronde van Asturië

1972
- 3e in het eindklassement Ronde van Andalusie (Ruta del Sol)
- 1e in de 1e etappe Ronde van Baskenland
- 1e in de 3e etappe deel a Ronde van Baskenland
- 1e in het eindklassement Ronde van Baskenland
- 1e in de 17e etappe Ronde van Spanje
- 5e in het eindklassement Ronde van Spanje
- 1e in de 1e etappe deel b Ronde van Cantabrië
- 1e in de 2e etappe Ronde van Cantabrië
- 1e in het eindklassement Ronde van Cantabrië
- 1e in de 2e etappe deel b Ronde van Catalonië
- 2e in het eindklassement Ronde van Catalonië

1973
- 2e in het eindklassement Ronde van Andalusië
- 1e in het eindklassement Ronde van Levante
- 2e in het eindklassement Ronde van Baskenland

1974
- 3e in het eindklassement Ronde van Andalusië
- 6e in het eindklassement Ronde van Spanje

1975
- 1e in de 2e etappe deel a Ronde van Baskenland
- 1e in het eindklassement Ronde van Baskenland
- 1e in de 6e etappe deel b Ronde van Asturië
- 2e in het eindklassement Ronde van Asturië

1976
- 1e in de 10e etappe Ronde van Spanje
- 10e in het eindklassement Ronde van Spanje
- 1e in de 4e etappe Ronde van Cantabrië

1977
- 1e in de 1e etappe Ronde van Baskenland
- 1e in het eindklassement Ronde van Baskenland
- 10e in het eindklassement Ronde van Spanje
- 1e in de 5e etappe deel b Ronde van Asturië

1978
- 1e in de 5e etappe deel a Ronde van Baskenland
- 1e in het eindklassement Ronde van Baskenland

## Resultaten in voornaamste wedstrijden
| Jaar | Ronde van Italië | Ronde van Frankrijk | Ronde van Spanje |
| ---- | ---------------- | ------------------- | ---------------- |
| 1969 |                  |                     | 12e              |
| 1970 |                  | 56e (1)             |                  |
| 1971 |                  |                     | opgave (1)       |
| 1972 | opgave           |                     | 5e (1)           |
| 1973 |                  | 47e                 | opgave           |
| 1974 | 28e              |                     | 6e               |
| 1975 | 50e              |                     | 28e              |
| 1976 | opgave           |                     | 10e (1)          |
| 1977 | opgave           |                     | 10e              |
| 1978 |                  |                     | 30e              |
| 1979 |                  |                     | 33e              |

| Jaar | Milaan-San Remo |  | WK op de weg |
| ---- | --------------- |  | ------------ |
| 1969 |                 |  |              |
| 1970 |                 |  | 43e          |
| 1971 |                 |  |              |
| 1972 |                 |  |              |
| 1973 | 32e             |  |              |
| 1974 |                 |  |              |
| 1975 |                 |  |              |
| 1976 |                 |  |              |
| 1977 |                 |  |              |
| 1978 |                 |  |              |
| 1979 |                 |  |              |